# Maarten Houben
Maarten Joseph Houben (Eindhoven, 10 juli 1970) is een Nederlandse CDA-politicus en bestuurder.

## Biografie
Houben studeerde commerciële economie aan de Fontys Hogescholen en deed een MBA opleiding aan de Webster University. Hij was ondernemer in de IT en de zorg, consultant bij Berenschot en hoofddocent strategische marketing aan Fontys Hogescholen. In 2006 werd hij gekozen in de gemeenteraad van Eindhoven voor het CDA. Hij was sinds 2010 fractievoorzitter, vicevoorzitter van de gemeenteraad, commissievoorzitter en lid van de raadenquêtecommissie. Van 2 februari 2012 tot 2 februari 2024 was Houben burgemeester van Nuenen, Gerwen en Nederwetten.